# Ormiscodes geschwandneri
Ormiscodes geschwandneri är en fjärilsart som beskrevs av Max Wilhelm Karl Draudt 1930. Ormiscodes geschwandneri ingår i släktet Ormiscodes och familjen påfågelsspinnare. Inga underarter finns listade i Catalogue of Life.